# XUnit
Le terme générique xUnit désigne un outil permettant de réaliser des tests unitaires dans un langage donné (dont l'initiale remplace « x » le plus souvent).
L'exemple le plus connu est JUnit pour Java ; on peut notamment aussi citer PyUnit pour le langage de programmation Python, ou PHPUnit pour le langage de programmation PHP.